# 泰里山 (瑞士)
47°23′28″N 7°09′40″E / 47.391132°N 7.161151°E

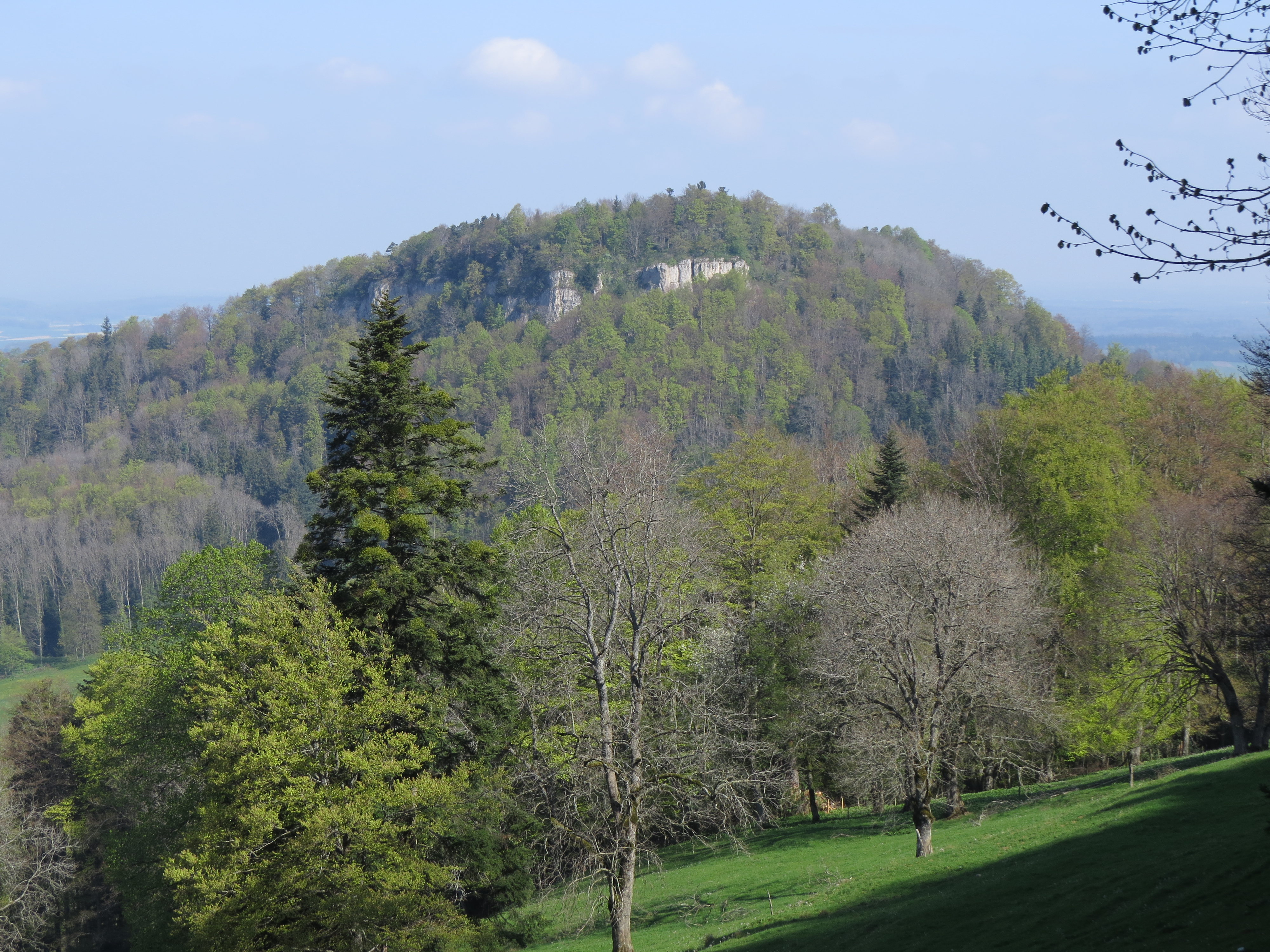

泰里山（Mont Terri）是瑞士的山峰，位於該國西北部，由汝拉州負責管轄，屬於汝拉山的一部分，距離蘇黎世140公里，海拔高度804米，每年平均降雨量1,618毫米。